# 周伯華
周 伯華（しゅう はくか、1948年7月7日 - ）は、中華人民共和国の官僚、政治家。湖南省湘潭県出身。

## 経歴
1948年7月7日、湖南省湘潭県で生まれる。
1968年9月、湖南株洲粉末冶金学校を卒業。同年12月、同市の国有企業である株洲硬質合金工場技術員、工場革命委員会弁公室秘書として就職し、昇進を重ねて政治指導員となる。1970年12月に中国共産党入党。1978年1月、湖南省株洲溶接器材工場党委副書記、書記に就任。1981年6月、湖南省株洲市経済委員会副主任に就任。1982年1月、湖南省委員会政策研究室研究員に就任。1986年8月、株洲市党委員会常務委員、副市長に就任。1990年6月、株洲市党委副書記、市長に昇格する。
1993年1月、湖南省副省長に昇格。2003年3月の人民代表大会常務委員会で張雲川省長の異動にともない省長代理に任じられ、翌年1月には予定通り省長に昇格している。
2006年10月、党中央国家工商行政管理総局に移り、局長に任命される。2013年3月、中国人民政治協商会議全国委員会経済委員会主任に就任。2018年3月に退任し、政界から引退した。